# La Liga de 2001–02
A La Liga de 2001–02 foi a 71º edição da liga de Primeira Divisão de Espanha de futebol. Com 20 participantes, o campeão foi o CF Valencia.

## Classificação final
| Pos | Equipe           | J  | V  | E  | D  | GM | GS | SG  | Pts |
| --- | ---------------- | -- | -- | -- | -- | -- | -- | --- | --- |
| 1   | Valencia CF      | 38 | 21 | 12 | 5  | 51 | 27 | 24  | 75  |
| 2   | RC Deportivo     | 38 | 20 | 8  | 10 | 65 | 41 | 24  | 68  |
| 3   | Real Madrid      | 38 | 19 | 9  | 10 | 69 | 44 | 25  | 66  |
| 4   | FC Barcelona     | 38 | 18 | 10 | 10 | 65 | 37 | 28  | 64  |
| 5   | RC Celta de Vigo | 38 | 16 | 12 | 10 | 64 | 46 | 18  | 60  |
| 6   | Real Betis       | 38 | 15 | 14 | 9  | 42 | 34 | 8   | 59  |
| 7   | Deportivo Alavés | 38 | 17 | 3  | 18 | 41 | 44 | -3  | 54  |
| 8   | Sevilla FC       | 38 | 14 | 11 | 13 | 51 | 40 | 11  | 53  |
| 9   | Athletic Club    | 38 | 14 | 11 | 13 | 54 | 66 | -12 | 53  |
| 10  | Málaga CF        | 38 | 13 | 14 | 11 | 44 | 44 | 0   | 53  |
| 11  | Rayo Vallecano   | 38 | 13 | 10 | 15 | 46 | 52 | -6  | 49  |
| 12  | Real Valladolid  | 38 | 13 | 9  | 16 | 45 | 58 | -13 | 48  |
| 13  | Real Sociedad    | 38 | 13 | 8  | 17 | 48 | 54 | -6  | 47  |
| 14  | RCD Español      | 38 | 13 | 8  | 17 | 47 | 56 | -9  | 47  |
| 15  | Villarreal CF    | 38 | 11 | 10 | 17 | 46 | 55 | -9  | 43  |
| 16  | RCD Mallorca     | 38 | 11 | 10 | 17 | 40 | 52 | -12 | 43  |
| 17  | CA Osasuna       | 38 | 10 | 12 | 16 | 36 | 49 | -13 | 42  |
| 18  | UD Las Palmas    | 38 | 9  | 13 | 16 | 40 | 50 | -10 | 40  |
| 19  | CD Tenerife      | 38 | 10 | 8  | 20 | 32 | 58 | -26 | 38  |
| 20  | Real Zaragoza    | 38 | 9  | 10 | 19 | 35 | 54 | -19 | 37  |

|  | Classificação para a fase de grupos da Liga dos Campeões da UEFA         |
|  | Classificação para a terceira rodada previa da Liga dos Campeões da UEFA |
|  | Classificação para a Copa da UEFA de 2002-03                             |
|  | Classificação para a Copa Intertoto da UEFA                              |
|  | Descenso a Segunda División                                              |

## Artilheiros
| Nome               | Gols | Time          |
| ------------------ | ---- | ------------- |
| Diego Tristán      | 21   | Deportivo     |
| Fernando Morientes | 18   | Real Madrid   |
| Patrick Kluivert   | 18   | Barcelona     |
| Javier Saviola     | 17   | Barcelona     |
| Catanha            | 17   | Celta de Vigo |
| Raúl Tamudo        | 50   | Barcelona     |